# Claudio Invernizzi
Claudio Invernizzi (* 2. Januar 1957 in Montevideo, Uruguay) ist ein uruguayischer Schriftsteller und Werber.
Invernizzi war Kreativ-Direktor von Viveversa / Young & Rubicam und wurde unter anderem sowohl beim Festival in New York, beim Iberoamerikanischen Festival der Werbung und bei den Clio Awards ausgezeichnet. Seine journalistische Tätigkeit begann er 1984 bei der Wochenzeitung Jaque und arbeitete später im In- und Ausland für diverse Zeitungen. Zu seinen schriftstellerischen Werken gehören Esta empecinada flor-Relatos de la cárcel und der Roman La pulseada. Für letzteren erhielt er den Zweiten Preis der Intendencia Municipal von Montevideo in der Sparte unveröffentlichte Erzählungen sowie den Premio Bartolomé Hidalgo. Seine Erzählung La indiscretión de Alda ist Teil der aus dem Jahr 1996 stammenden Anthologie La cara oculta de la luna. Invernizzi war zudem Dozent für Kommunikationswissenschaften an der Universidad de la República. Im Januar 2009 wurde er Direktor von Televisión Nacional Uruguay (TNU).

## Auszeichnungen
- Zweiter Preis der Intendencia Municipal von Montevideo
- Premio Bartolomé Hidalgo